# الجمعية الأمريكية لطب الأسنان
جمعية طب الأسنان الأمريكية ADA بالإنجليزية (American Dental Association ) هي رابطة مهنية أمريكية تأسست عام 1859 وتضم أكثر من 161000 عضو. مقرها في مبنى الجمعية الأمريكية لطب الأسنان في الجانب الشمالي القريب من شيكاغو،تعد ADA أكبر وأقدم جمعية وطنية لطب الأسنان في العالم حيث تعزز صحة الفم للعامة لكل من العامة أثناء تمثيلها لمهنة طب الأسنان.
مجلة الجمعية الأمريكية لطب الأسنان هي مجلة شهرية تابعة للجمعية وتنشر مقالات تابعة لطب الأسنان.

## نبذة
تأسست الجمعية الأمريكية لطب الأسنان في 3 أغسطس 1859 ، في نياجرا فولز، نيويورك في الولايات المتحدة. اليوم، تضم الجمعية الأمريكية لطب الأسنان أكثر من 152000 عضو، و 55 جمعية مكونة (على مستوى الولاية) و 545 جمعية أسنان (محلية). حيث أنها أكبر وأقدم جمعية طب أسنان وطنية في العالم وهي متهمة بكل من العامة وأخصائي طب الأسنان.
لدى الجمعية أكثر من 400 موظف في مقرها الرئيسي في شيكاغو ومكتبها في واشنطن العاصمة . مركز أبحاث بافنبارغر (PRC) ، الموجود في حرم المعهد الوطني للمعايير والتكنولوجيا (NIST) في غايثرسبيرج، ماريلاند، وهي وكالة تابعة لمؤسسة الجمعية الأمريكية لطب الأسنان (ADAF) وقسم من شعبة العلوم. يجري علماء جمهورية الصين الشعبية دراسات أساسية وتطبيقية في البحوث السريرية، وكيمياء الأسنان، وكيمياء البوليمر ، وعلم الأمراض، وتستخدمها الجمعية الأمريكية لطب الأسنان.

## اختبار قبول المنتجات[4]6
تضع الجمعية الأمريكية(ADA) إرشادات صارمة للاختبار والإعلان عن منتجات طب الأسنان، ومُنِح أول ختم قبول ADA في عام 1931. اليوم، يشارك حوالي 350 مصنعًا في البرنامج التطوعي وحصل أكثر من 1300 منتج على ختم القبول.
يدفع مصنعو المنتجات 14,500 دولارًا أمريكيًا عن كل منتج تقيمه الجمعية. بالنسبة للمنتجات التي تمت الموافقة عليها، يدفع المصنعون رسومًا سنوية قدرها 3500 دولار.لكن حسب الجمعية فإنها لا تحقق ربحا.

## الهيكل التنظيمي
تألف مجلس الأمناء، وهو الهيئة الإدارية للجمعية، من الرئيس، والرئيس المنتخب، ونائبي الرئيس، و 17 أمينًا من كل منطقة من مقاطعات الوصاية السبعة عشر في الولايات المتحدة. أمين الصندوق والمدير التنفيذي بمثابة أعضاء بحكم المنصب. يتألف مجلس المندوبين، الهيئة التشريعية للجمعية، من 460 مندوبًا يمثلون 53 جمعية تأسيسية، وخمس خدمات فيدرالية لطب الأسنان وجمعية طب الأسنان للطلاب الأمريكيين . يجتمعون مرة في السنة خلال الدورة السنوية للجمعية.
تعمل مجالس الجمعية الإحدى عشر كوكالات للتوصية بالسياسات. يتم تكليف كل مجلس بدراسة القضايا المتعلقة بمجال اهتمامه الخاص وتقديم توصيات بشأن هذه الأمور إلى مجلس الأمناء ومجلس المندوبين.
المنشور الرسمي للجمعية هو مجلة الجمعية الأمريكية لطب الأسنان. تشمل المنشورات الأخرى أخبار الجمعية الأمريكية وأرشادات الجمعية لعلاج الأسنان.
تم الاعتراف بلجنة اعتماد طب الأسنان، التي تعمل تحت رعاية ADA ، من قبل وزارة التعليم الأمريكية باعتبارها هيئة الاعتماد الوطنية لبرامج تعليم طب الأسنان وطب الأسنان المتقدم وطب الأسنان المساند في الولايات المتحدة. كما تم الاعتراف بها من قبل 47 دولة فردية.
يعترف ADA رسميا ب 9 تخصصات تخصص لممارسة طب الأسنان: صحة الأسنان العامة، و علاج الجذور السنية ، أمراض الفم والوجه والفكين، جراحة الفم والوجه والفكين ، تقويم الأسنان وتقويم الأسنان والوجه، طب أسنان الأطفال، طب اللثة ، التعويضات السنية ،أشعة الفم والوجه والفكين .
تحتوي مكتبة الجمعية العامة لطب الأسنان على مجموعة واسعة من أدب الأسنان مع ما يقرب من 33000 كتاب و 17500 مجلّد. تشترك مكتبة ADA أيضًا في أكثر من 600 عنوان مجلة.
مؤسسة ADA هي الذراع الخيرية للجمعية. تقدم المؤسسة منحًا لأبحاث طب الأسنان والتعليم والمنح الدراسية والوصول إلى برامج الرعاية والمساعدة الخيرية مثل منح الإغاثة لأطباء الأسنان ومُعاليهم غير القادرين على إعالة أنفسهم بسبب الإصابة أو الحالة الطبية أو التقدم في السن ؛ ومنح لمن هم من ضحايا الكوارث.

## الدعم والتأييد
يدافع ADA عن عدة مناصب للمشرعين في الكونجرس الأمريكي. يتضمن جدول أعمالها تمويل أبحاث طب الأسنان في سلامة وفعالية الأملغم والفلورايد ، ودعم قروض الطلاب وبرامج الإقامة لأطباء الأسنان في المستقبل، وزيادة تغطية طب الأسنان من برامج Medicaid و CHIP ، وخفض تكاليف طب الأسنان من خلال إصلاح التأمين والمسؤولية الطبية ومن خلال تكنولوجيا المعلومات الصحية، وتحسين الصحة العامة من خلال فلورة المياه، ومكافحة التبغ، والتخطيط لمواجهة الكوارث والاستجابة لها.

## الدعاية التلفزية لصحة الأسنان
Dudley the Dinosaur هو شخصية إعلانية من ADA. وهو مجسم تي ريكس . يعيش مع والدته وأخته الصغيرة دي دي والجد وشقيقه الصغير ديجبي. أصدقاؤه هم الديناصورات الأخرى والمخلوقات عصور ما قبل التاريخ مثل الماموث والنمور صابر الأسنان . يقوم هو وأصدقاؤه وعائلته بتعليم الأطفال كيفية الحصول على أسنان صحية ونظافة جيدة للفم في شكل شخصية كرتونية.
ظهرت شخصية Dudley the Dinosaur لأول مرة في شتاء عام 1991 وأصبحت أول حملة خدمة عامة ثنائية اللغة (الإنجليزية والإسبانية) للأطفال. ظهر Dudley في العديد من إعلانات الخدمة العامة على التلفزيون، وعشرات الحملات الوطنية لشهر صحة الأسنان للأطفال، والعديد من كتب التلوين وكتيبات تثقيف المرضى، وأربعة أفلام رسوم متحركة قصيرة من إنتاج ADA وعلى 2500 لوحة إعلانية خارجية في جميع أنحاء البلاد. فاز Dudley بأكثر من 100 جائزة رئيسية، وظهر على أكواب وكدمية. يلعب دور البطولة في الكتب المصورة وأقراص DVD المتوفرة من ADA.

## الأحداث المهمة
1859: التقى ستة وعشرون طبيب أسنان في شلالات نياجرا ، نيويورك ، وشكلوا مجتمعًا مهنيًا، يُدعى الجمعية الأمريكية لطب الأسنان.
1860: اعتماد أول دستور ولوائح
ADA.
1897: اندماج ADA مع جمعية طب الأسنان الجنوبية لتشكيل الجمعية الوطنية لطب الأسنان
(NDA).
1908: تنشر NDA أول كتيب لتعليم الأسنان للمرضى.
1913: اعتمد NDA دستورًا جديدًا ولوائح داخلية جديدة، وإنشاء مجلس المندوبين ومجلس الأمناء.
1913: تم نشر مجلة NDA لأول مرة، تحت عنوان Bulletin of the National Dental Association .
1920: أصبحت مود تانر أول مندوبة مسجلة في التجمع الوطني الديمقراطي.
1921: خلال الاجتماع السنوي لـ NDA ، اجتمعت العديد من طبيبات الأسنان في ميلووكي وشكلن اتحاد أطباء الأسنان الأمريكيات، المعروف الآن باسم الجمعية الأمريكية لأطباء الأسنان (AAWD).
1922: تم تغيير اسم NDA إلى الجمعية الأمريكية لطب الأسنان (ADA).
1928: أدا تابعة للمكتب الوطني للمعايير.
1930: إنشاء مجلس علاج الأسنان للإشراف على تقييم منتجات طب الأسنان. المجلس يؤسس برنامج ختم ADA.
1931: منح أول ختم اعتماد ADA ؛ يقع مقر ADA على الجانب الشمالي من شيكاغو.
1936: تم تشكيل مجلس ADA لتعليم طب الأسنان.
1950: تعمل ADA مع الكونغرس لإعلان 6 فبراير اليوم الوطني لصحة أسنان الأطفال. ADA يؤيد الفلورة .
1964: أنتجت ADA أول إعلان تلفزيوني ملون للخدمة العامة من قبل وكالة صحية غير ربحية ؛ ADA يؤسس مؤسسة الصحة ADA، وهو 501 (ج) (3) منظمة غير ربحية لغرض الانخراط في مجال البحوث الصحية طب الأسنان والبرامج التعليمية.
1965: تغيرت ADA سياساتها للحث على وقف التمييز على أساس العرق أو الدين أو العرق أو العقيدة بين المجموعات الأعضاء والمنتسبين إليها.
1970: تم نشر أخبار ADA لأول مرة.
1987: تم تشكيل لجنة ADA للمهنيين الشباب (أصبحت فيما بعد لجنة طبيب الأسنان الجديد).
1991: تم انتخاب الدكتورة جيرالدين مورو، أول رئيسة لجمعية ADA. [11]
1995: تم إنشاء موقع ويب ADA ، ADA ONLINE (أصبح لاحقًا ADA.org)
2002: انتخاب أول رئيس أمريكي من أصل آسيوي ADA ، الدكتور يوجين سيكيغوتشي،أمريكي ياباني.
2009: تم اختيار الدكتورة كاثلين أولوغلين ، أول مديرة تنفيذية في ADA .